# Cédric Daury

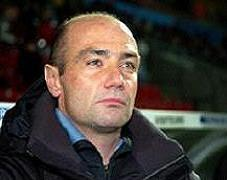
Cédric Daury in 2007

Cédric Daury (Meudon, 10 oktober 1969 – Tours, 12 augustus 2024) was een Frans voetballer en voetbaltrainer. Hij werd in 2015 aangesteld als coach van LB Châteauroux.
Daury overleed in 2024 op 54-jarige leeftijd na een lang ziekbed.

## Spelerscarrière
- 1986-1990 Stade de Reims
- 1990-1994 SCO Angers
- 1994-1996 Le Havre AC
- 1996-1998 AS Cannes
- 1998 Stade Lavallois
- 1998-2001 La Berrichonne de Châteauroux

## Trainerscarrière
- 2001-2006 La Berrichonne de Châteauroux (jeugd)
- 2006-2008 La Berrichonne de Châteauroux
- 2009-2012 AC Le Havre
- 2015-2016 LB Châteauroux
- 2016-2017 AJ Auxerre
- 2019 AJ Auxerre